# 志賀乃夷織
志賀乃夷織（日语：しがの夷織，1978年2月18日—），日本漫畫家，出生於北海道。出道作《心跳加速》，在1998年9月號的《少女COMIC增刊》上連載。

## 作品

### 長鴻出版
- 明星王子1-4（完結）
- 心跳曼波1-3（完結）
- 戀愛交給我!!全一冊
- 壞心眼達令全一冊
- 野獸王子與我全一冊
- 秘密 H的秘密物語~全一冊
- 愛情不放手 - SEXY危險男子1-2（完結）
- 超萌系甜心1-3（完結）
- 男子禁止!!全一冊
- 櫻桃Love全一冊
- 王子至上1-2（完結）
- 最強 HELP×××1-2（完結）
- 想和妳那個，喵嗚?全一冊
- 秘密緋戀全一冊
- 我的老公大人1－　 (未完)冊

### 東立出版
- 接吻的聲音1-7（完結）
- 難以忍耐1-7（完結）
- 難以忍耐 特別篇 全1冊

### 大然出版
- 猛男寶貝全一冊
- 戀戀小親親全一冊
- 壞胚子情人全一冊

## 外部連結
- しがぽんルーム：しがの夷織 公式ホームページ （日語）